# Oscarsgalan 1937
Oscarsgalan 1937 som hölls 4 mars 1937 var den 9:e upplagan av Oscarsgalan där det prestigefyllda amerikanska filmpriset Oscar delades ut till filmer som kom ut under 1936.

## Vinnare och nominerade
Vinnarna listas i fetstil.
| Enastående produktion | Bästa regi |
| --- | --- |
| - Den store Ziegfeld (MGM) - Äventyraren Anthony Adverse (Warner Bros.) - Varför byta männen hustru? (Samuel Goldwyn Productions) - Situationens herre (MGM) - En gentleman kommer till stan (Columbia) - Romeo och Julia (MGM) - San Francisco (MGM) - Louis Pasteur (Cosmopoliatan) - I skuggan av giljotinen (MGM) - Flickorna gör slag i saken (Universal) | - Frank Capra – En gentleman kommer till stan - Gregory La Cava – Godfrey ordnar allt - Robert Z. Leonard – Den store Ziegfeld - W.S. Van Dyke – San Francisco - William Wyler – Varför byta männen hustru? |
| Bästa manliga huvudroll | Bästa kvinnliga huvudroll |
| - Paul Muni – Louis Pasteur - Gary Cooper – En gentleman kommer till stan - Walter Huston – Varför byta männen hustru? - William Powell – Godfrey ordnar allt - Spencer Tracy – San Francisco | - Luise Rainer – Den store Ziegfeld - Irene Dunne – Theodora leker med elden - Gladys George – Valiant Is the Word for Carrie - Carole Lombard – Godfrey ordnar allt - Norma Shearer – Romeo och Julia |
| Bästa manliga biroll | Bästa kvinnliga biroll |
| - Walter Brennan – Männen från storskogen - Mischa Auer – Godfrey ordnar allt - Stuart Erwin – Pigskin Parade - Basil Rathbone – Romeo och Julia - Akim Tamiroff – Generalen dog i gryningen | - Gale Sondergaard – Äventyraren Anthony Adverse - Beulah Bondi – I moralens namn - Alice Brady – Godfrey ordnar allt - Bonita Granville – De tre - Maria Ouspenskaya – Varför byta männen hustru? |
| Bästa berättelse | Bästa manus efter förlaga |
| - Louis Pasteur – Pierre Collings och Sheridan Gibney - Fury – Norman Krasna - Den store Ziegfeld – William Anthony McGuire - San Francisco – Robert E. Hopkins - Flickorna gör slag i saken – Adele Comandini | - Louis Pasteur – Pierre Collings och Sheridan Gibney - Efter den gäckande skuggan – Frances Goodrich och Albert Hackett - Varför byta männen hustru? – Sidney Howard - En gentleman kommer till stan – Robert Riskin - Godfrey ordnar allt – Eric Hatch och Morrie Ryskind |
| Bästa kortfilm (Enaktare) | Bästa kortfilm (Tvåaktare) |
| - Bored of Education – Hal Roach - Moscow Moods (Paramount) - Wanted – A Master – Pete Smith | - The Public Pays (MGM) - Double or Nothing (Warner Bros.) - Dummy Ache (RKO Radio) |
| Bästa kortfilm (Färg) | Bästa animerade kortfilm |
| - Give Me Liberty (Warner Bros.) - La Fiesta de Santa Barbara (MGM) - Popular Science Paramount | - Kusinen från landet – Walt Disney - The Old Mill Pond – Hugh Harman och Rudolf Ising - Popeye the Sailor Meets Sindbad the Sailor – Max Fleischer |
| Bästa filmmusik | Bästa sång |
| - Äventyraren Anthony Adverse – Leo F. Forbstein (Warner Bros. Studio Music Deprtment) - De tappra 600 – Leo F. Forbstein (Warner Bros. Studio Music Deprtment) - Allahs trädgårdar – Max Steiner (Selznick International Pictures Music Department) - Generalen dog i gryningen – Boris Morros (Paramount Studio Music Department) - Under New Yorks broar – Nat Shilkret (RKO Radio Studio Music Department) | - "The Way You Look Tonight" från Dansen går – Musik av Jerome Kern; Text av Dorothy Fields - "Did I Remember" från Suzy – Musik av Walter Donaldson; Text av Harold Adamson - "I've Got You Under My Skin" från Mitt liv är en dans – Musik och Text av Cole Porter - "A Melody From the Sky" från Sången om skogarnas folk – Musik av Louis Alter; Text av Sidney Mitchell - "Pennies from Heaven" från Pengar från skyn – Musik av Arthur Johnston; Text av Johnny Burke - "When Did You Leave Heaven" från Sing Baby, Sing – Musik av Richard A. Whiting; Text av Walter Bullock |
| Bästa scenografi | Bästa foto |
| - Varför byta männen hustru? – Richard Day - Äventyraren Anthony Adverse – Anton Grot - Den store Ziegfeld – Cedric Gibbons, Eddie Imazu och Edwin B. Willis - Lloyd's of London – William S. Darling - Män av stål – Albert S. D'Agostino och Jack Otterson - Romeo och Julia – Cedric Gibbons, Fredric Hope och Edwin B. Willis - Under New Yorks broar – Perry Ferguson | - Äventyraren Anthony Adverse – Tony Gaudio - Generalen dog i gryningen – Victor Milner - I moralens namn – George J. Folsey |
| Bästa ljudinspelning | Bästa klippning |
| - San Francisco – Douglas Shearer (MGM Studio Sound Department) - Vildkatten från Mississippi – Edmund H. Hansen (Fox Studio Sound Department) - De tappra 600 – Nathan Levinson (Warner Bros. Studio Sound Department) - Varför byta männen hustru? – Thomas T. Moulton (United Artists Studio Sound Department) - General Spanky – Elmer Raguse (Hal Roach Studio Sound Department) - En gentleman kommer till stan – John P. Livadary (Columbia Studio Sound Department) - Texas Rangers – Franklin Hansen (Paramount Studio Sound Department) - Flickan från Paris – John Aalberg (RKO Radio Studio Sound Department) - Flickorna gör slag i saken – Homer G. Tasker (Universal Studio Sound Department) | - Äventyraren Anthony Adverse – Ralph Dawson - Männen från storskogen – Edward Curtiss - Den store Ziegfeld – William S. Gray - Lloyd's of London – Barbara McLean - I skuggan av giljotinen – Conrad A. Nervig - Theodora leker med elden – Otto Meyer |
| Bästa regiassistent | Bästa koreografi |
| - De tappra 600 – Jack Sullivan - Äventyraren Anthony Adverse – William H. Cannon - Allahs trädgårdar – Eric Stacey - Den siste mohikanen – Clem Beauchamp - San Francisco – Joseph M. Newman | - Den store Ziegfeld – Seymour Felix - Mitt liv är en dans – Dave Gould - Kom så gifter vi oss – Bobby Connolly - Dansande piraten – Russell Lewis - Gold Diggers 1937 – Busby Berkeley - Skridskoprinsessan – Jack Haskell - Dansen går – Hermes Pan |

### Heders-Oscar
- W. Howard Greene
- Harold Rosson
- The March of Time

### Filmer med flera nomineringar
- 7 nomineringar: Äventyraren Anthony Adverse, Varför byta männen hustru? och Den store Ziegfeld
- 6 nomineringar: Godfrey ordnar allt och San Francisco
- 5 nomineringar: En gentleman kommer till stan
- 4 nomineringar: Romeo och Julia och Louis Pasteur
- 3 nomineringar: De tappra 600, Generalen dog i gryningen och Flickorna gör slag i saken
- 2 nomineringar: Mitt liv är en dans, Männen från storskogen, Allahs trädgårdar, I moralens namn, Lloyd's of London, Dansen går, I skuggan av giljotinen, Theodora leker med elden och Under New Yorks broar

### Filmer med flera priser
- 4 priser: Äventyraren Anthony Adverse
- 3 priser: Den store Ziegfeld och Louis Pasteur